# Aulnay-l’Aître
Aulnay-l’Aître ist eine französische Gemeinde im Département Marne in der Region Grand Est. Sie hat eine Fläche von 8,33 km² und 176 Einwohner (2022).
Die Gemeinde liegt am Flüsschen Fion, etwa 21 Kilometer südöstlich von Châlons-en-Champagne. Nachbargemeinden sind: Saint-Amand-sur-Fion, Soulanges, Ablancourt und La Chaussée-sur-Marne.

## Bevölkerungsentwicklung
| Jahr                       | 1962 | 1968 | 1975 | 1982 | 1990 | 1999 | 2006 | 2012 | 2018 |
| -------------------------- | ---- | ---- | ---- | ---- | ---- | ---- | ---- | ---- | ---- |
| Einwohner                  | 137  | 142  | 111  | 127  | 129  | 122  | 133  | 143  | 185  |
| Quellen: Cassini und INSEE |      |      |      |      |      |      |      |      |      |

## Sehenswürdigkeiten
- Schloss, erbaut im 18. Jahrhundert

## Weblinks

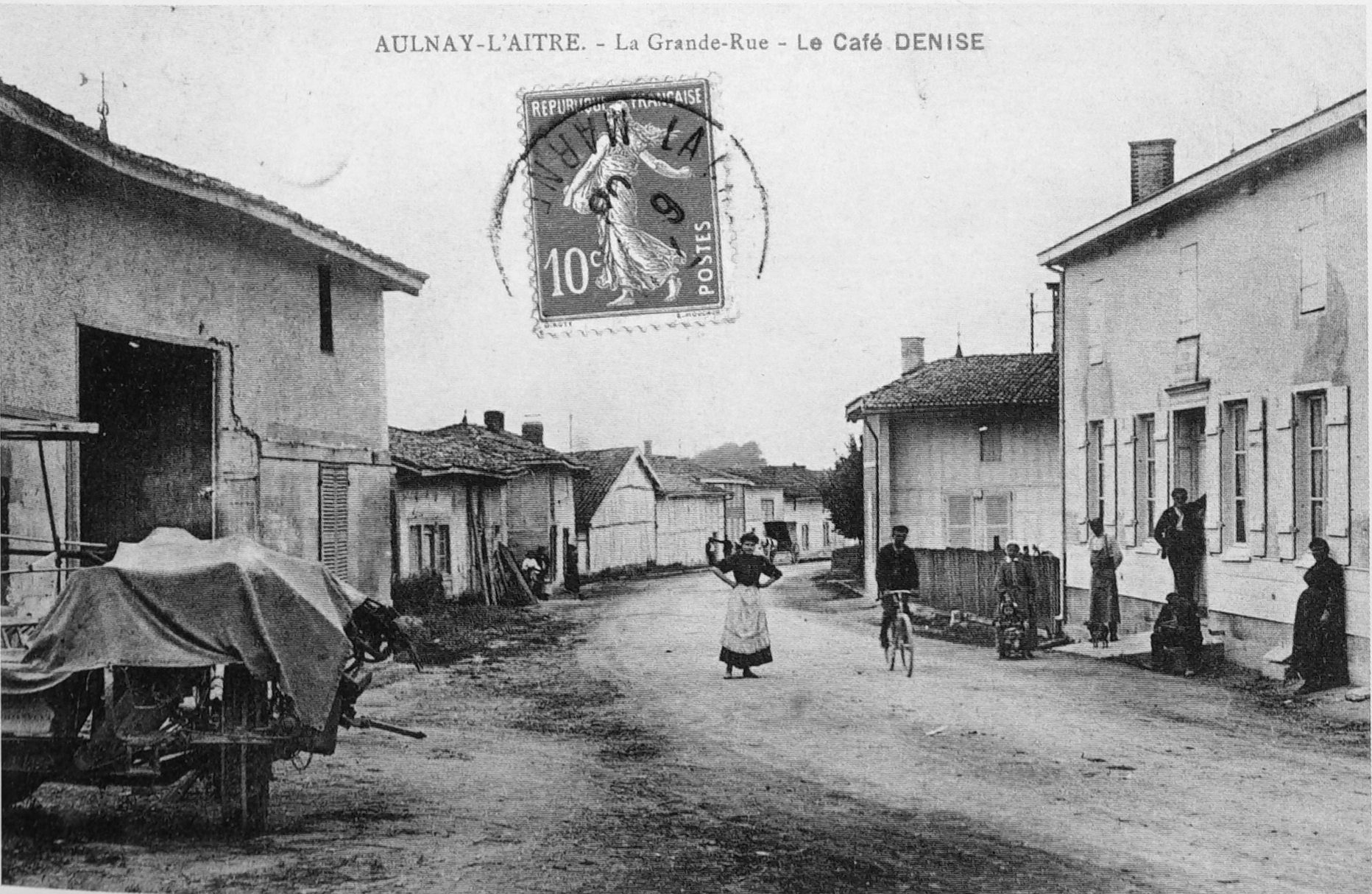
Alte Postkarte von Aulnay-l’Aître (Anfang des 20. Jahrhunderts)